# Vô môn quan
Vô môn quan (zh. wúmén-goān/ wu-men-kuan 無門關, ja. mumonkan), nghĩa là "ải không cửa vào", là tên của một tập công án do Thiền sư Vô Môn Huệ Khai biên soạn. Cùng với Bích nham lục, đây là hai tập công án lừng danh nhất của Thiền tông. Vô môn quan ghi lại 48 công án, mỗi công án được bổ sung thêm một lời bình và một bài kệ. Những bài kệ tụng trong đây là những kiệt tác của văn chương Phật giáo tại Trung Quốc.
Vô môn quan ra đời khoảng một thế kỉ sau Bích nham lục. Cấu trúc của tập này đơn giản hơn nhiều so với Bích nham lục, và sự việc này chứng tỏ là sư Huệ Khai chú trọng đến việc sử dụng những tắc công án trong đây làm phương tiện thực hành, tu tập. Sư xem nó là những "viên gạch gõ cửa tâm" của các thiền sinh và viết như sau trong lời tựa:
"Phật dạy tâm là tông chỉ, cửa Không là cửa pháp. Đã không cửa, thì sao qua? Há chẳng nghe 'từ cửa mà vào thì không phải là của báu trong nhà, nhờ duyên mà thành đạt tất phải có thành hoại.' Nói như vậy thật chẳng khác chi khi không dậy sóng, thịt da đang lành đem ra mổ mụt. Huống chi chấp vào văn tự để tìm mong lý giải, vác gậy quơ trăng, gãi ngứa ngoài giày, có dính líu gì đến sự thật đâu!...
Trong bài kệ đầu, lời tựa của tác phẩm, Huệ Khai viết như sau (Trần Tuấn Mẫn dịch):
| 大道無門 千差有路 透得此關 乾坤獨步 | Đại đạo vô môn thiên sai hữu lộ Thấu đắc thử quan Càn khôn độc bộ. | Đại đạo không cửa Ngàn sai có đường Cửa kia qua được Đất trời riêng bước. |

Mỗi công án bao gồm ba phần:
1. Công án, nói về một sự kiện, lời nói, dạy của các vị Tổ;
2. Lời bình của sư Huệ Khai
3. Kệ tụng.

Tắc công án thứ 12 sau đây sẽ nêu rõ cấu trúc này (Chân Nguyên dịch Hán-Việt).

## Thuỵ Nham Sư Ngạn gọi ông chủ

### Tắc công án
Hoà thượng Thuỵ Nham Sư Ngạn (zh. 瑞巖師彥, ja. zuigan shigen) mỗi ngày tự gọi:
"Ông chủ!"
Rồi tự trả lời:
"Dạ."
Lại nói:
"Tỉnh táo nhé!"
"Dạ!"
"Mai kia mốt nọ chớ để người gạt nhé!"
"Dạ, dạ!"

### Lời bình của Huệ Khai
Ông già Thuỵ Nham tự biên tự diễn, bày vẻ ra nhiều đầu thần mặt quỷ. Vì sao lại một ông gọi, một ông đáp, một ông tỉnh, một ông không bị người gạt? Biết ra rồi thì thật là chẳng phải. Nếu bắt chước ông ta thì đó cũng là kiến giải của loài chồn hoang.

### Kệ tụng
| 學道之人不識真 只為從前認識神 無量劫來生死本 癡人喚作本來人 | Học đạo chi nhân bất thức chân Chỉ vị tòng tiền nhận thức thần Vô thủy kiếp lai sinh tử bản Si nhân hoán tác bản lai thân. | Học đạo mà không hiểu lý chân Bởi tại lâu rồi nhận thức thần Gốc nguồn sinh tử vô thủy kiếp Người ngu lại gọi là chủ nhân. |

Mặc dù nguồn tài liệu của những tập công án danh tiếng đều như nhau nhưng trong tập Vô môn quan, người ta có thể thấy một dấu ấn đặc biệt của sư Vô Môn Huệ Khai, những nét đặc sắc, thật dụng chỉ có ở riêng đây và có lẽ vì thế Vô môn quan được ưa chuộng và phổ biến rộng rãi đến ngày nay.